# اوترویل (اسن)
اوترویل (به فرانسوی: Autreville) یک کمون در فرانسه است که در ان (ا-دو-فرانس) واقع شده‌است. اوترویل ۳٫۵۵ کیلومتر مربع مساحت دارد ۶۴ متر بالاتر از سطح دریا واقع شده‌است.